# Ocaña (distrito)
Ocaña é um distrito do peru, departamento de Ayacucho, localizada na província de Lucanas.

## Transporte
O distrito de Ocaña é servido pela seguinte rodovia:
- AY-112, que liga a cidade de Otoca ao distrito
- AY-111, que liga a cidade de Llauta ao distrito [1][2][3]